# Vieux-Pont
Vieux-Pont és un municipi francès situat al departament de l'Orne i a la regió de Normandia. L'any 2007 tenia 213 habitants.

## Demografia

### Població
El 2007 la població de fet de Vieux-Pont era de 213 persones. Hi havia 88 famílies de les quals 36 eren unipersonals (24 homes vivint sols i 12 dones vivint soles), 32 parelles sense fills, 16 parelles amb fills i 4 famílies monoparentals amb fills.
La població ha evolucionat segons el següent gràfic:
Habitants censats

### Habitatges
El 2007 hi havia 149 habitatges, 99 eren l'habitatge principal de la família, 30 eren segones residències i 20 estaven desocupats. Tots els 148 habitatges eren cases. Dels 99 habitatges principals, 82 estaven ocupats pels seus propietaris, 15 estaven llogats i ocupats pels llogaters i 2 estaven cedits a títol gratuït; 1 tenia una cambra, 6 en tenien dues, 23 en tenien tres, 38 en tenien quatre i 31 en tenien cinc o més. 61 habitatges disposaven pel capbaix d'una plaça de pàrquing. A 56 habitatges hi havia un automòbil i a 32 n'hi havia dos o més.

### Piràmide de població
La piràmide de població per edats i sexe el 2009 era:
| Homes | Edats   | Dones |
| ----- | ------- | ----- |
| 0     | 95 o +  | 0     |
| 0     | 90 a 94 | 0     |
| 0     | 85 a 89 | 0     |
| 0     | 80 a 84 | 0     |
| 4     | 75 a 79 | 4     |
| 0     | 70 a 74 | 12    |
| 12    | 65 a 69 | 4     |
| 12    | 60 a 64 | 12    |
| 4     | 55 a 59 | 12    |
| 4     | 50 a 54 | 8     |
| 8     | 45 a 49 | 0     |
| 16    | 40 a 44 | 12    |
| 4     | 35 a 39 | 4     |
| 8     | 30 a 34 | 4     |
| 0     | 25 a 29 | 4     |
| 12    | 20 a 24 | 4     |
| 4     | 15 a 19 | 4     |
| 0     | 10 a 14 | 8     |
| 4     | 5 a 9   | 4     |
| 4     | 0 a 4   | 12    |

## Economia
El 2007 la població en edat de treballar era de 121 persones, 84 eren actives i 37 eren inactives. De les 84 persones actives 75 estaven ocupades (41 homes i 34 dones) i 9 estaven aturades (4 homes i 5 dones). De les 37 persones inactives 22 estaven jubilades, 5 estaven estudiant i 10 estaven classificades com a «altres inactius».

### Ingressos
El 2009 a Vieux-Pont hi havia 97 unitats fiscals que integraven 212 persones, la mediana anual d'ingressos fiscals per persona era de 15.873 €.

### Activitats econòmiques
Dels 4 establiments que hi havia el 2007, 2 eren d'empreses de comerç i reparació d'automòbils, 1 d'una empresa d'hostatgeria i restauració i 1 d'una empresa de serveis.
L'any 2000 a Vieux-Pont hi havia 14 explotacions agrícoles que ocupaven un total de 820 hectàrees.

## Poblacions més properes
El següent diagrama mostra les poblacions més properes.